# دونالد ألان دارلينغ
دونالد ألان دارلينغ (بالإنجليزية: Donald Allan Darling)‏ هو إحصائي وأستاذ جامعي أمريكي، ولد في 4 مايو 1915 في لوس أنجلوس في الولايات المتحدة، وتوفي في 24 يونيو 2014.